# Kypärämäki-Kortepohja
Kypärämäki-Kortepohja est un  district de Jyväskylä en Finlande.

## Description
Le district de Kypärämäki–Kortepohja comprend les quartiers suivants: Kypärämäki, Savela, Kortepohja et Ruoke.
En 2015, Kypärämäki–Kortepohja compte 11 941 habitants pour une superficie de 13,0 km2